# Tæt vandaks
Tæt vandaks (Groenlandia densa) er en vandplante i Vandaks-familien. Slægten Groenlandia har kun denne ene art. Det er hjemmehørende i store dele af Europa, det vestlige Asien og det nordvestlige Afrika; trods sit navn findes den ikke i Grønland. Tæt vandaks kan findes i både vandløb, søer og vandhuller. Den kan sidst på sæsonen ofte vokse så tæt at den fylder hele vandmassen på voksestedet, nogle gange hen i efteråret og begyndelsen af vinteren. Den blomster over vandoverfladen og vindbestøves. Arten formerer sig vegetativt ved deling af jordstænglen.
Bestanden Tæt vandaks i Danmark er registreret på 13 lokaliteter i Jylland, og er regnet som en truet art på den danske rødliste.